# Chuột trụi lông

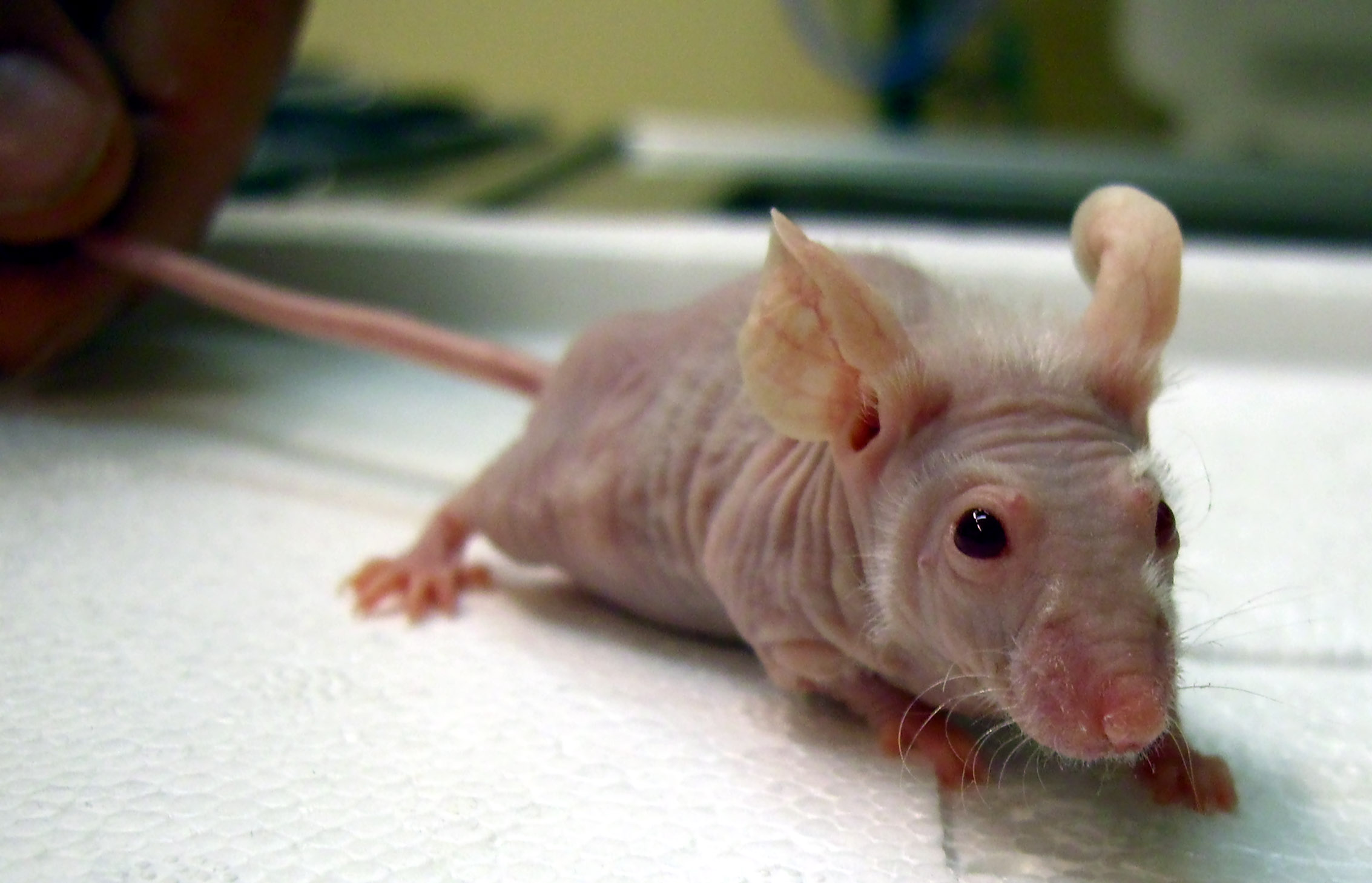
Một con chuột trụi lông

Chuột trụi lông (Nude mouse) là một con chuột thí nghiệm từ một chủng có đột biến di truyền gây ra loại gen thymus xấu đi hoặc thiếu vắng, kết quả là hệ thống miễn dịch bị ức chế do số lượng tế bào T bị giảm đáng kể. Kiểu hình hoặc xuất hiện bên ngoài chính của con chuột là một cơ thể trần trụi thiếu lông cho nó nickname "khỏa thân" (Nude). Cơ sở di truyền của đột biến chuột trụi lông là sự phá vỡ gen FOXN1.

## Tổng quan
Chuột trụi lông có giá trị để nghiên cứu vì nó có thể nhận được nhiều loại mô khác nhau và ghép tạng, vì nó không gắn kết phản ứng bài xích. Những ghép phế nang này thường được sử dụng trong nghiên cứu để kiểm tra các phương pháp mới về hình ảnh và điều trị các khối u. Danh pháp cho con chuột trụi lông đã thay đổi nhiều lần kể từ khi phát hiện ra chúng. Ban đầu chúng được mô tả là nu và điều này đã được cập nhật cho Hfh11nu khi gen đột biến được xác định là một đột biến trong gen homolog 11 HNF-3. Sau đó, vào năm 2000 gen chịu trách nhiệm cho sự đột biến này được xác định là một thành viên của họ gen Fox và danh mục được cập nhật cho Foxn1nu.
Những con chuột trụi lông có đột biến tự nhiên trong gen FOXN1. Di truyền chuột có mục tiêu xóa bỏ FOXN1 (con chuột "knockout") cũng cho thấy kiểu hình "trần trụi". Vì những con cái trụi lông có những tuyến vú chưa phát triển và không thể nuôi dưỡng được những con chuột non, những con chuột đực trụi lông được sinh ra với những con cái dị hợp tử. Tuổi thọ của chuột trụi lông bình thường là 6 tháng đến một năm. Trong môi trường được kiểm soát, không mầm bệnh và với các phương pháp điều trị kháng sinh được tìm thấy trong nhiều phòng thí nghiệm thường sử dụng chuột trụi lông, chúng có thể sống gần như chuột bình thường (18 tháng đến hai năm).